# Sèquans
Els sèquans (en llatí sequani, en grec antic σηκουανοί) van ser un poble celta de la Gàl·lia de l'alta vall de l'Arar o Saona. Juli Cèsar descriu el seu territori i diu que era a la regió del Rin. El Jura els separava dels helvecis i al sud tenien el Roine, però el territori que feia angle amb el Saona no el posseïen completament, amb una part del territori en mans dels al·lòbroges, una altra en mans dels segusiaves i una tercera en mans dels ambarres que depenien dels hedus. A l'oest tenien el riu Arar o Sauconna que els separava dels hedus, amb els que tenien disputes freqüents pel cobrament dels peatges fluvials diu Estrabó, i al nord tenien als leucs i els lingons. Cèsar també diu que el seu territori arribava fins al Rin.
El territori dels sèquans era molt fèrtil, i els seus habitants criaven porcs. La cansalada i els pernils d'aquest poble eren molt apreciats a Roma, segons Estrabó. La seva ciutat principal era Vesontio (Besançon) al Doubs. Van estar governats per reis que no eren vitalicis. Els sèquans estaven aliats als arverns i eren hostils als hedus. En la lluita contra els hedus els sèquans i els arverns van demanar ajut als més de cent mil germànics comandats per Ariovist que s'havien establert a la regió en temps de Juli Cèsar i amb el seu ajut els van aconseguir derrotar, però no hi van guanyar res amb aquesta victòria, ja que Ariovist es va apoderar d'un terç de les terres dels sèquans, i n'hagués ocupat un altre terç si Cèsar no els hagués expulsat cap al Rin, on, a la seva riba, els va derrotar. L'any 52 aC, durant la Guerra de les Gàl·lies els sèquans van enviar homes de reforç a Vercingetòrix, que estava assetjat per Cèsar a Alèsia.
El territori va formar part de la Gàl·lia Belga sota l'Imperi, i més tard de la província romana de Sequània.